# Bataille de Peralonso
 (novembre 2018).
Guerre des Mille Jours
Batailles
- Río Magdalena
- Bucaramanga
- Peralonso
- Gramalote y Terán
- Palonegro (es)
- Cúcuta (es)
- Aguadulce (es)
- Ovejas
- Pont de Calidonia (es)
- San Cristóbal (es)
- Carazúa (es)
- Colón
- Gachalá
- Ciénaga
- d'Alto del Mazamorral

La bataille de Peralonso est un affrontement militaire qui a eu lieu les 15 et 16 décembre 1899, pendant la guerre des Mille Jours, entre les libéraux commandés par le général Rafael Uribe Uribe et le gouvernement du général Vicente Villamizar.

## Contexte
Le 18 octobre de la même année, le conflit avait officiellement commencé, le gouvernement nationaliste de Manuel Antonio Sanclemente déclara l'ordre public troublé et envoya la majeure partie de l'armée nationale dans le département de Santander où se concentraient la plupart des forces libérales.
Les 12 et 13 novembre, les libéraux ont tenté de prendre Bucaramanga mais ont été rejetés par les forces gouvernementales du général Vicente Villamizar, avec un bilan de 1 000 morts. Après cette victoire, le ministre nationaliste de la guerre, José Santos, voulut empêcher la faction historique de revendiquer la victoire et ordonna au général Villamizar de se retirer, tandis qu'Uribe Uribe organisa ses forces décimées à Cúcuta, où il rejoignit quelque 2 000 hommes avec le général Justo Durán pour s'unir aux troupes du général Herrera et était en route pour Ocaña lorsque l'affrontement avec les forces gouvernementales eut lieu sur le site dit La Amarilla ou Peralonso.

## La bataille
Les premiers combats ont eu lieu le 15, lorsque le gouvernement a arrêté la colonne rebelle jusqu'à l'autre jour, blessant le général Herrera. Près de 6 000 nationalistes se sont facilement divisés, certains ont déserté le champ de bataille tandis que d'autres sont retournés à Bucaramanga ; le deuxième jour, le général Uribe a couronné la victoire par une attaque fulminante sur le pont du fleuve Peralonso, prenant ainsi des positions essentielles et éliminant l'avant-garde adverse. Subséquemment le 17, les libéraux se sont lancés dans des combats désorganisés, la plupart des forces gouvernementales ayant pris la fuite.

## Conséquences
Cette victoire a donné un élan à la cause libérale qui a proclamé Vargas Santos Président provisoire de la République par les libéraux et chef suprême de la guerre. Le 24 décembre, les rebelles sont entrés à Pampelune et le lendemain, ils ont été rejoints par 1 200 llaneros amenés par Vargas Santos. Les armées libérales du nord se sont dirigées vers Santander où un commandement unique a été formé sous les généraux Benjamin Herrera, Gabriel Vargas Santos et Rafael Uribe Uribe. Entre cette rencontre et la bataille de Palonegro, en mai 1900, l'initiative de la guerre fut prise par les libéraux.